# Оторбаев, Каип Оторбаевич
Каип Оторбаевич Оторбаев (22 апреля 1922, с. Тегерменты, Кеминский район, Киргизская АССР, РСФСР — 22 февраля 2015, Бишкек, Кыргызстан) — советский и киргизский географ, академик Национальной академии наук Кыргызской Республики.

## Биография
Родился в семье крестьянина-середняка. В возрасте пяти лет остался без отца. В 1941 г. поступил в Киргизский государственный медицинский институт (не окончил в связи с началом Великой Отечественной войны), в 1950 г. окончил географический факультет Киргизского Государственного педагогического института, в 1953 г. — аспирантуру Института географии Академии наук СССР, в 1954 г. защитил диссертацию на соискание учёной степени кандидата географических наук, в 1971 г. — доктора географических наук.
Член ВКП(б) с 1943 г.
- 1940 г. — техник-проектировщик проектной конторы Киргизского Совета промысловой кооперации,
- 1942—1946 гг. — участник Великой Отечественной войны (Северо-Западный фронт). В действующих войсках он служил рядовым, командиром орудия, командиром взвода.
- 1953—1954 гг. — младший научный сотрудник Института геологии АН Киргизской ССР
- 1954—1961 гг. — заведующий отделом географии Академии наук Киргизской ССР,
- 1956 г. — избран Председателем Киргизского филиала Гөографического общества СССР,
- 1961—1965 гг. — директор Института экономики Академии наук Киргизской ССР,
- 1965—1978 гг. — Главный ученый секретарь Президиума Академии наук Киргизской ССР,
- 1978—1979 гг. — директор Научно-исследовательского института экономики и экономико-математических методов планирования при Госплане Киргизской ССР,
- 1979 г. — избран академиком АН Киргизской ССР,
- 1979—1986 гг. — ректор Киргизского государственного университета.

В 1990 г. был назначен председателем Комиссии по изучению производительных сил и природных ресурсов при Президиуме Академии наук Республики Кыргызстан.
Дважды избирался депутатом Верховного Совета Киргизской ССР. Входил в состав научного Совета Академии наук СССР по проблеме «Размещение производительных сил» и являлся председателем Средазкомиссии Научного Совета Академии наук СССР по проблеме «Размещение производительных сил». Многие годы возглавлял республиканский Комитет защиты мира.
Скончался 22 февраля 2015 года, похоронен на Ала-Арчинском кладбище.
Его сын, Джоомарт Оторбаев, являлся премьер-министром Киргизии (2014—2015).

## Научная деятельность
Исследовал проблемы рационального развития и размещения производительных сил на основе оценки взаимодействия природы и хозяйственного развития, изучал значение природных условий и ресурсов в формировании территориальной организации общественного производства. В сферу научных интересов ученого входили разработка проблем экономического районирования республики, исследование вопросов географии населения, истории географической и экономической наук.
Опубликовал более 400 научно-исследовательских работ. Его труды переведены на английский, французский, немецкий и испанский языки. Подготовил 5 докторов и 18 кандидатов наук.

## Научные труды
- «Джалал-Абадская область Киргизской ССР», 1957,
- «Природа Киргизии», 1962 (в соавторстве),
- «Развитие народного хозяйства Киргизской ССР», 1966 (в соавторстве),
- «Экономика Киргизской ССР», 1967,
- «Киргизская ССР», 1968,
- «Киргизия», 1970,
- «Среднеазиатский экономический район», 1972 (в соавторстве),
- «Проблемы развития и размещения производительных сил и формирование территориально-производственных комплексов», 1974,
- «Проблемы развития производительных сил Киргизской ССР. Экономическое районирование», 1976 (в соавторстве),
- «Территориальная организация производительных сил Чуйской долины», 1982 (в соавторстве),
- «Социальная инфраструктура народнохозяйственных комплексов», 1984 (в соавторстве),
- «Эколого-экономическое районирование Южного и Северного Кыргызстана. Центр экономических исследований НАН РК», 1998, 1999.

## Награды и звания
Награждён орденами Красной звезды (1943), Трудового Красного Знамени (1981), Отечественной войны II степени (1985), орденами «Манас» II (2003) и III степеней.
Отмечен медалями
- «3а отвагу» (1944),
- «За победу над фашистской Германией в Великой Отечественной войне 1941—1945 гг.» (1945),
- «20 лет победы в Великой Отечественной войне 1941—1945 гг.» (1965),
- «50 лет Вооружённым силам СССР» (1967),
- «За доблесть и отвагу в Великой Отечественной войне» (1967),
- «За доблестный труд в ознаменование 100-летия со дня рождения В. И. Ленина» (1970),
- «30 лет победы в Великой Отечественной войне 1941—1945 гг.» (1975),
- «60 лет Вооружённым силам СССР» (1977),
- «40 лет победы в Великой Отечественной войне 1941 −1945 гг.» (1985),
- «70 лет Вооружённым силам СССР» (1988).

Неоднократно был награждён Почётными грамотами Президиума Верховного Совета Киргизской ССР.
Заслуженный деятель науки Киргизской ССР (1982).